# Rue Soufflot
Rue Soufflot (Soufflotova ulice) je ulice v Paříži a leží v 5. obvodu v Latinské čtvrti. Ulice je pojmenována po Jacquesovi Germainovi Soufflotovi (1713–1780), architektovi pařížského Pantheonu.

## Poloha
Ulice se nachází mezi Pantheonem na náměstí Place du Panthéon a Lucemburskými zahradami na Boulevardu Saint-Michel. Ulice směřuje od východu na západ a tvoří hranici mezi administrativními čtvrtěmi Sorbonne (sudá čísla domů na severní straně ulice) a Val-de-Grâce (lichá čísla na jižní).

## Historie
První část ulice vznikla při stavbě Pantheonu a byla v roce 1760 otevřena k ulici Rue Saint-Jacques. V letech 1846–1876 byla prodloužena až k dnešnímu Boulevardu Saint-Michel. Toto rozšíření bylo plánováno od roku 1805. Ulice Rue Soufflot byla během Velké francouzské revoluce přejmenována na Rue du Panthéon-Français a ke svému původnímu názvu se vrátila v roce 1807.

## Významné stavby
- Na místě dnešního domu č. 20 se ve 13. století nacházelo sídlo pařížské radnice.